# جوهر الکعبی
جوهر الکعبی (انگلیسی: Johar Al Kaabi؛ زادهٔ ۹ ژوئن ۱۹۸۸) یک بازیکن فوتبال اهل قطر است.

## باشگاهی
از باشگاه‌هایی که در آن بازی کرده‌است می‌توان به العربی قطر و الوکره اشاره کرد.